# Yannick Rayepin
Yannick Rayepin Moutoussamy (Saint-André, Reunión, 1 de marzo de 1987) es un deportista francés que compitió en gimnasia artística. Ganó una medalla de bronce en el Campeonato Europeo de Gimnasia Artística de 2010, en la prueba por equipos.

## Palmarés internacional
| Campeonato Europeo | Campeonato Europeo        | Campeonato Europeo | Campeonato Europeo   |
| Año                | Lugar                     | Medalla            | Prueba               |
| ------------------ | ------------------------- | ------------------ | -------------------- |
| 2010               | Birmingham ( Reino Unido) | Medalla de bronce  | Concurso por equipos |